# Сава (община Лития)
Вижте пояснителната страница за други значения на Сава.
Сава (на словенски: Sava) е село в Словения, регион Средна Словения, община Лития. Според Националната статистическа служба на Република Словения през 2015 г. селото има 276 жители.